# Stazione di Punt Muragl
La stazione di Punt Muragl è una fermata ferroviaria passante della ferrovia dell'Engadina, gestita dalla Ferrovia Retica.
È posta nel centro abitato di Punt Muragl. Da Punt Muragl parte una funicolare che porta a Muottas Muragl, posta a 2453 metri sul livello del mare.

## Storia
La fermata entrò in funzione nel 1908 insieme alla tratta Pontresina-Samedan della linea dell'Engadina della Ferrovia Retica.